# Mount Union (Iowa)
Mount Union es una ciudad ubicada en el condado de Henry en el estado estadounidense de Iowa. En el Censo de 2010 tenía una población de 107 habitantes y una densidad poblacional de 368,87 personas por km².

## Geografía
Mount Union se encuentra ubicada en las coordenadas 41°3′27″N 91°23′27″O / 41.05750, -91.39083. Según la Oficina del Censo de los Estados Unidos, Mount Union tiene una superficie total de 0.29 km², de la cual 0.29 km² corresponden a tierra firme y (0%) 0 km² es agua.

## Demografía
Según el censo de 2010, había 107 personas residiendo en Mount Union. La densidad de población era de 368,87 hab./km². De los 107 habitantes, Mount Union estaba compuesto por el 100% blancos, el 0% eran afroamericanos, el 0% eran amerindios, el 0% eran asiáticos, el 0% eran isleños del Pacífico, el 0% eran de otras razas y el 0% pertenecían a dos o más razas. Del total de la población el 3.74% eran hispanos o latinos de cualquier raza.